# Wie Ellen zum Film kam
Wie Ellen zum Film kam (Originaltitel: Ella Cinders) ist eine US-amerikanische Stummfilmkomödie aus dem Jahr 1926 von Alfred E. Green mit Colleen Moore und Lloyd Hughes in den Hauptrollen. Das Drehbuch basiert auf dem Comicstrip Ella Cinders von William Conselman und Charles Plumb. Den Verleih übernahm First National.

## Handlung
Ella, die im Haushalt der Cinders in der Kleinstadt Roseville schuftet, um für das Wohl ihrer zickigen Stiefmutter und ihrer Stiefschwestern Lotta und Prissy Pill zu sorgen, kennt nur eine Freude im Leben: das Lächeln von Waite Lifter, dem örtlichen Eismann. Als die örtliche Feuerwehr einen Filmwettbewerb „Finde einen Star“ ausruft, studiert Ella ein Buch über Filmschauspiel und beauftragt einen Fotografen, ein Foto von ihr zu schießen. Doch erst später wird ihr klar, dass die einzige gute Aufnahme zeigt, wie sie auf eine Fliege reagiert, die auf ihrer Nase landet. 
Ella geht zum Ball des „Pollyanna Clubs“, gekleidet in eines von Lottas Kleidern und mit der Klavierdecke ihrer Stiefmutter als Umhang, wird jedoch von einer empörten Ma Cinders nach Hause gezerrt. Sie sind alle angewidert, als Ella den Wettbewerb gewinnt und nach Hollywood geschickt wird, um den „Gem Studios“ Bericht zu erstatten. Dort entdeckt sie, dass der Wettbewerb ein Schwindel war, und muss sich plötzlich einen Job suchen. Nach einer Verfolgungsjagd mit einem Pförtner verschafft sie sich Zutritt zu einem Studio und stört zahlreiche Produktionen, darunter eine Comedy-Szene mit Harry Langdon. 
Schließlich gerät Ella in eine Brandszene und glaubt, diese sei echt. Für ihre hervorragende schauspielerische Leistung erhält sie einen Vertrag. Unterdessen reist Waite, der Ella versprochen hat, sie zu heiraten, nach Hollywood und behauptet, er sei pleite, obwohl er insgeheim aus einer wohlhabenden Familie stammt. Er kommt am Bahnhof an, als Ella gerade vor einem Filmteam eine Putzfrau spielt. Er glaubt, sie sei zu einer niederen Arbeit degradiert worden, schnappt sie sich und nimmt sie mit in den Zug, auf dem Weg ins Eheglück, während sie ihm zu erzählen versucht, sie drehe einen Film.

## Hintergrund
Am 27. Januar 1926 wurde Ella Cinders als nächster Film mit Colleen Moore angekündigt. Der Film basierte auf dem gleichnamigen Comic von William Conselman und Charles Plumb, der zu diesem Zeitpunkt landesweit in den Zeitungen veröffentlicht wurde. Nachdem John McCormick, Produzent von First National, die Filmrechte erworben hatte, arbeiteten William Conselman und Julien Josephson angeblich an der Adaption. Zeitgenössischen Quellen zufolge wurde jedoch keiner der beiden im Abspann genannt.
Am 13. Februar 1926 wurde berichtet, dass die Produktion innerhalb von zehn Tagen beginnen sollte, am 20. Februar 1926 wurden als Drehort die First-National-West-Coast-Studios in Burbank genannt. Laut einer Pressemeldung vom 13. März 1926 war Ella Cinders einer von vier Filmen, in denen Colleen Moore vertraglich als Hauptdarstellerin für First National verpflichtet wurde. Am 29. März 1926 wurde bekannt gegeben, dass die Crew zusammen mit 200 Statisten vor Ort war, um Szenen in einer kleinen, nicht genannten Stadt in Nordkalifornien zu drehen. In einem Artikel vom Juli 1926 wurde erwähnt, dass die Dreharbeiten in Barstow stattgefunden hätten. Am 10. April 1926 hieß es, die Dreharbeiten würden bald abgeschlossen sein.
Die Premiere des Films fand am 6. Juni 1926 in New York statt.
Für Russell Hopton war es das Filmdebüt.

## Kritiken
Der Filmkritiken-Aggregator Rotten Tomatoes hat in einer Auswertung ein Publikumsergebnis von 60 Prozent positiver Bewertungen ermittelt.
Mordaunt Hall von der The New York Times befand, Kleister, Ruß und Seife werden großzügig als Comedy-Material eingesetzt. An ein oder zwei Stellen dieses streitlustigen Films sei es offensichtlich, dass es sich um eine unterhaltsame Satire auf das Märchen „Aschenputtel“ hätte handeln können. Die Verantwortlichen haben jedoch offenbar entschieden, dass Satire am Broadway zwar ganz gut sei, auf der Hauptstraße jedoch nichts tauge. So wie sie sei, werde diese Produktion zweifellos für viel Gelächter sorgen, denn sie sei voller wilder Vorfälle, von denen man in der normalen Gesellschaft selten höre.

## Auszeichnungen
2013 wurde der Film von der Library of Congress in die National Film Registry aufgenommen.